# Agnese Allegrini
Agnese Allegrini (Roma, 3 luglio 1982) è una giocatrice di badminton italiana, parte della nazionale azzurra, specializzata sia nel singolo che nel doppio.
Originaria di Vignanello (VT), pratica il badminton dai primi anni novanta con successi nazionali ed internazionali. Nel 2012 entra a far parte del Gruppo Sportivo Fiamme Azzurre della Polizia Penitenziaria insieme ad un selezionato gruppo di atleti di altre discipline sportive. Il 3 marzo ottiene il pass olimpico per Londra 2012 e nel 2013 partecipa ai Giochi del Mediterraneo ottenendo il quarto posto nel Singolo Femminile.
L'avvio della sua carriera sportiva è del tutto accidentale. Dei vicini di casa, che avevano conosciuto il tedesco Bernhardt Lutz, si appassionano al badminton dando vita ad un piccolo Club dilettantistico a Vignanello. Coinvolgono Agnese, con altri bambini del posto, che subito dimostra di avere una certa predisposizione per questa disciplina, fino a quando, l'allora allenatore cinese della Nazionale Italiana, Zhou You, la vede durante la partecipazione ad un torneo locale e ne apprezza subito le qualità convocandola in nazionale e facendola partecipare al Torneo Internazionale della Repubblica Ceca.
Nel 2009 frequenta il corso per Allenatori di alto livello presso la prestigiosa Accademia Mondiale Allenatori di Aalborg (Danimarca). A dicembre dello stesso anno rientra in Italia e con la Squadra Azzurra ottiene il primo posto agli Italian Team International.

## Biografia
Inizia, fin dai primi anni, a sviluppare un grande amore per lo sport, passione ereditata dalla madre Elia Gionfra, professoressa di educazione fisica e amante dell'atletica e della pallavolo. Fin da piccola eccelle nella corsa campestre, partecipa ai giochi della gioventù, fa parte della squadra locale di pallavolo e si allena nell'atletica avviando la carriera nel Badminton a soli 10 anni con la partecipazione ai primi tornei locali e nazionali per poi approdare sul palcoscenico internazionale con un Torneo federale in Repubblica Ceca.
Dal 2009 al 2011 ha avuto la possibilità di allenarsi in Danimarca (Aalborg) con Kenneth Larsen, ex campione danese, dopo aver fatto, nel 2002, uno stage di allenamento di 6 mesi a Pechino, con la squadra nazionale cinese.
Laureata in Scienze Agrarie e Ambientali, ha un amore smodato per la natura, per agli animali e per la vita bucolica. Ha, infatti, acquistato un casale alle porte di Roma dove si dedica alla produzione di olio, frutta ed alla cura dei suoi animali.

## Prima italiana alle Olimpiadi
Dopo aver fallito la qualificazione alle Olimpiadi di Atene, grazie alla sua posizione nelle graduatorie internazionali, l'11 maggio 2008, l'International Badminton Federation ha ufficializzato la sua qualificazione alle Olimpiadi di Pechino nella specialità del singolo. Il 9 agosto 2008 ha esordito alle Olimpiadi, prima atleta nella storia del badminton italiano, giocando contro l'ucraina Larisa Griga. 
Alle olimpiadi di Londra 2012 è ancora una volta qualificata nel torneo femminile di singolare, unica atleta italiana considerando anche tutti gli altri eventi di singolare e doppio. Inserita nel Gruppo B esce al primo turno con due sconfitte rispettivamente contro la malaysiana Tee Jing Yi e la sudcoreana Bae Youn-Joo.
Campionessa italiana in carica dal 2011, Agnese Allegrini ha nel suo palmares numerosi titoli nazionali ed internazionali. 

### Titoli italiani assoluti
- Campionato Italiano 2000 (doppio, con Maria Luisa Mur): 1ª
- Campionato Italiano 2001: 1ª
- Campionato Italiano 2001 (doppio, con Erika Henriete Stich): 1ª
- Campionato Italiano 2002: 1ª
- Campionato Italiano 2003: 1ª e ARGENTO Doppio Misto
- Campionato Italiano 2003 (doppio, con Federica Panini): 1ª ORO Singolo Femminile e Doppio Femminile
- Campionato Italiano 2011: 1ª
- XXXV Campionati Italiani Assoluti 2011: ORO nel Singolo Femminile, BRONZO nel Doppio Misto
- Campionato Italiano 2012: 1ª

- Campionato Italiano 2012 (doppop misto)

- Campionato Italiano 2013: 1ª
- Campionato Italiano 2013 (doppio misto)

### Successi internazionali
- Babolat Slovak International 2004: ARGENTO nel Singolo Femminile
- Giraldilla International 2004: ORO nel Singolo Femminile
- Mauritius International 2006: ORO nel Singolo Femminile
- Giraldilla International 2006: ORO nel Singolo Femminile
- Perù International 2006: ORO nel Singolo Femminile
- Southern Panam. International 2006: ARGENTO nel Singolo Femminile
- Bahrain Satellite 2007: ORO nel Singolo Femminile
- VIII Torneo International Giraldilla 2007: ORO nel Singolo Femminile e Doppio Misto
- Mauritius International 2007: ORO nel Singolo Femminile
- Uganda International 2008: ORO nel Singolo Femminile
- Iran Fajr International Series 2008: ORO nel Singolo Femminile
- Partecipazione Olimpiadi di Pechino 2008
- Italian Team International 2009: Squadra campione
- Fiji International 2010: 1ª ORO Singolo Femminile
- New Caledonia 2010: 1ª
- Puerto Rico International 2010: ORO nel Singolo Femminile
- South Africa International Series 2010: ORO nel Singolo Femminile
- Puerto Rico International 2010: ORO nel Singolo Femminile
- Noumea International 2010: ORO nel Singolo Femminile
- Tahiti International 2010: ORO nel Singolo Femminile e Doppio Misto
- Santo Domingo 2010: ARGENTO nel Singolo Femminile
- Botswana International Series 2010: ORO nel Singolo Femminile
- XII Miami Pan Am Championship 2010: ORO nel Singolo Femminile
- Brazil International 2011: BRONZO nel Singolo Femminile
- Bahrain International Challenge 2011: ORO nel Singolo Femminile
- Maldive International 2011: BRONZO nel Singolo Femminile
- Morocco International 2011: BRONZO nel Singolo Femminile
- Denmark International 2011: BRONZO nel Singolo Femminile
- Partecipazione Olimpiadi di Londra 2012
- Campionati Europei 2012: quarti di finale
- Campionati del mondo2012: sedicesimi
- Olimpiadi del Mediterraneo 2013: quarto posto

### Esperienza da allenatrice
- Allenatore del “Gug Badminton Club” e del “Badminton Klub Aalborg” - 2008
- Assistente Professore di Badminton presso la “Aalborg Sportshoyskjole” (International Badminton Education) - 2009
- Allenatore principale presso la FBA (Frederikshavn Badminton Academy) - 2009
- Assistente allenatore Nazionale Italiana Juniores di Badminton - 2010
- Allenatore del Milano Badminton Club Juniores - 2010
- Arruolamento Polizia Penitenziaria, Gruppo Sportivo Fiamme Azzurre - 2011

## Ambassador per Solibad

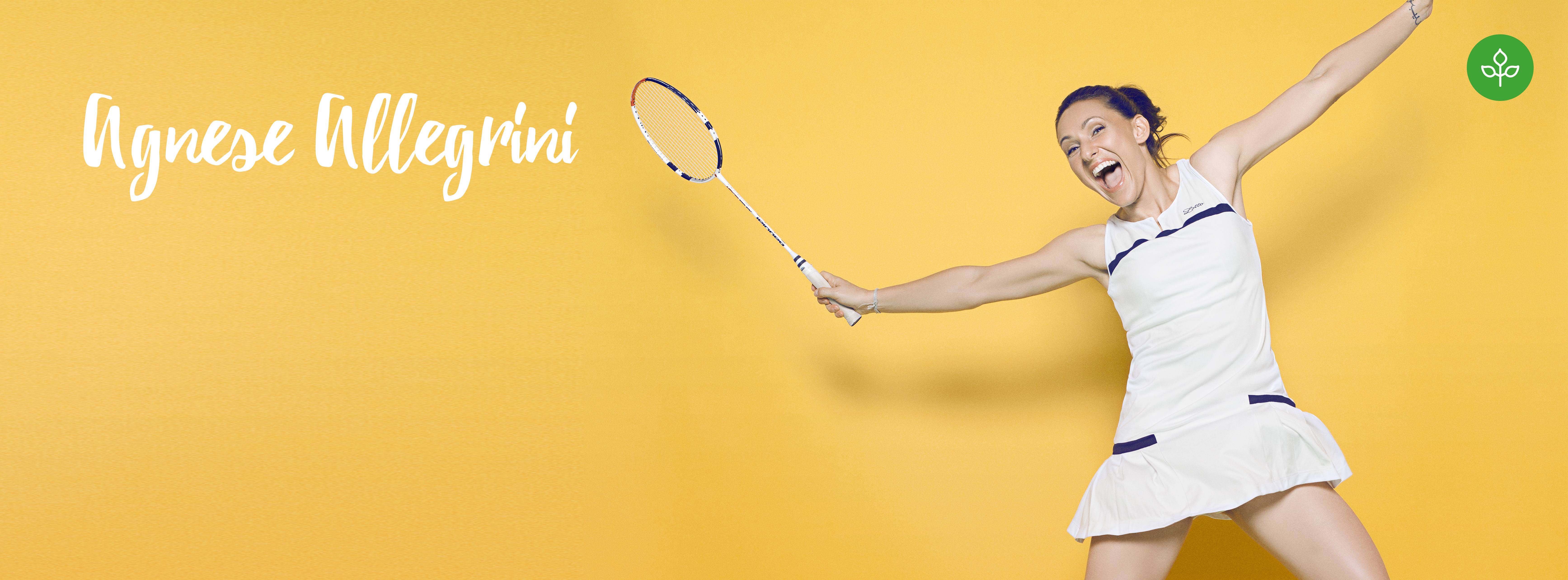
Agnese Allegrini testimonial ViviMoringa

Dal 2010, Agnese Allegrini è Ambassador per Solibad, no profit del Badminton che si pone obiettivi umanitari a sostegno dei bambini di tutto il mondo. Nata in Francia nel 2009, si è presto trasformata in una realtà mondiale con oltre 61 atleti Ambassador in rappresentanza della propria nazione. 

## Riconoscimenti
Stella di Bronzo al merito sportivo - 2013
Premio "Coni Roma" - 2012